# Petr Kellner
Petr Kellner (* 20. Mai 1964 in Česká Lípa; † 27. März 2021 nahe dem Knik-Gletscher, Alaska, Vereinigte Staaten) war ein tschechischer Unternehmer und Milliardär. Er war mehrheitlicher Eigentümer (98,94 %) der in den Niederlanden registrierten Holding-Gesellschaft PPF Group N.V. Ab 2007 war er sechs Jahre als Mitglied des Verwaltungsrates des italienischen Versicherungskonzerns Assicurazioni Generali tätig, der gemeinsam mit der PPF eine internationale Versicherungsholding bildete, zu der u. a. auch das Versicherungsunternehmen Česká pojišťovna (Tschechische Versicherungsgesellschaft) zählt. Er war bis zu seinem Tod der reichste Bürger Tschechiens.

## Privates
Petr Kellner wurde in Česká Lípa geboren. Seine Jugend verbrachte er in Liberec, wo er im Jahre 1982 die weiterführende Wirtschaftsfachschule mit Matura absolvierte. Vier Jahre später beendete er sein Studium an der Wirtschaftshochschule in Prag mit dem Hauptfach Industriewirtschaft.
Er war zweimal verheiratet und Vater von vier Kindern. Seine Tochter Anna Kellnerová (* 1996) ist eine international erfolgreiche Springreiterin und mit dem Unternehmer Daniel Křetínský liiert.
Kellner kam Ende März 2021 gemeinsam mit vier weiteren Insassen bei einem Hubschrauberabsturz während einer Heliskiing-Tour in Alaska ums Leben.

## Werdegang als Unternehmer
Im Jahre 1991 war Kellner Mitbegründer der PPF Group (První privatizační fond, Erster Privatisierungsfonds), einer im Zuge der Coupon-Privatisierung von Volkseigentum entstandenen Investmentgesellschaft. Während seiner 20-jährigen Tätigkeit in dem Investmentfonds wurde PPF zu einer der größten Investment- und Finanzgruppen in Mittel- und Osteuropa. Kellner war mehrheitlicher Aktionär dieser Gruppe, die sich vor allem in den Bereichen Bankwesen, Versicherungswesen, Energie, Kleinhandel und Liegenschaften in der Tschechischen Republik, der Slowakei, Russland, Belarus, Kasachstan, China, Vietnam und weiteren Ländern engagiert.
Zu seinen größten Erfolgen zählte die Privatisierung und Transformierung der Česká pojišťovna (Tschechische Versicherungsgesellschaft), die ihm 1996 von den damaligen Aktionären und der Verwaltung der PPF Group unter Teilnahme der tschechischen Regierung anvertraut wurde. Im Jahr 2008 wurde die Česká pojišťovna Bestandteil eines gemeinsamen Unternehmens des PPF und der italienischen Assicurazioni Generali mit dem Namen Generali PPF Holding (GPH). In diesem Zusammenhang wurde Kellner zum Mitglied des Verwaltungsrates der Generali Versicherung gewählt, aus dem er im März 2013 nach dem Verkauf eines Teils des Anteils des PPF in der GPH ausschied.
Die PPF betreibt in Prag Ausstellungsräume, darunter das Josef Sudek Studio und die Galerie Václav Špála, und verwaltet laut der Website der Kellner Family Foundation eine umfangreiche Sammlung von Fotografien und Gemälden. Die Familienstiftung wurde 2009 unter anderem von Kellner gegründet.

## Vermögen
Petr Kellner war Multi-Milliardär und laut Forbes der reichste Mensch in Tschechien. Mit einem geschätzten Vermögen von 15,6 Milliarden US-Dollar belegte er Platz 73 in der Forbes-Liste der reichsten Menschen der Welt 2019.